# Legal Bootleg
Legal Bootleg er en kassetteboks af Errol Norstedt fra 1985 med optagelser fra 1964 til 1985. Sangene og sketcherne i kassetteboksen er indspillet i Kungslena, Tidaholm, Falköping og Skövde i Västergötland, i Åstorp i Skåne, og i Ingelstad i Småland. Det udstyr, der bruges til at optage materialet, inkluderer 4-kanals båndoptagere, 8-kanals båndoptagere og 16-kanals båndoptagere.
Kassettebåndene, der er inkluderet i boksen, er:
- Första Försöken (1964-1977)
- Fortsättning Följer (1970-1979)
- Mera Material (1979-1980)
- Svensktoppsrulle (1979)
- Fräckisar (1968-1983)
- Bonnatwist (1979-1985)